# Joanna Haigh

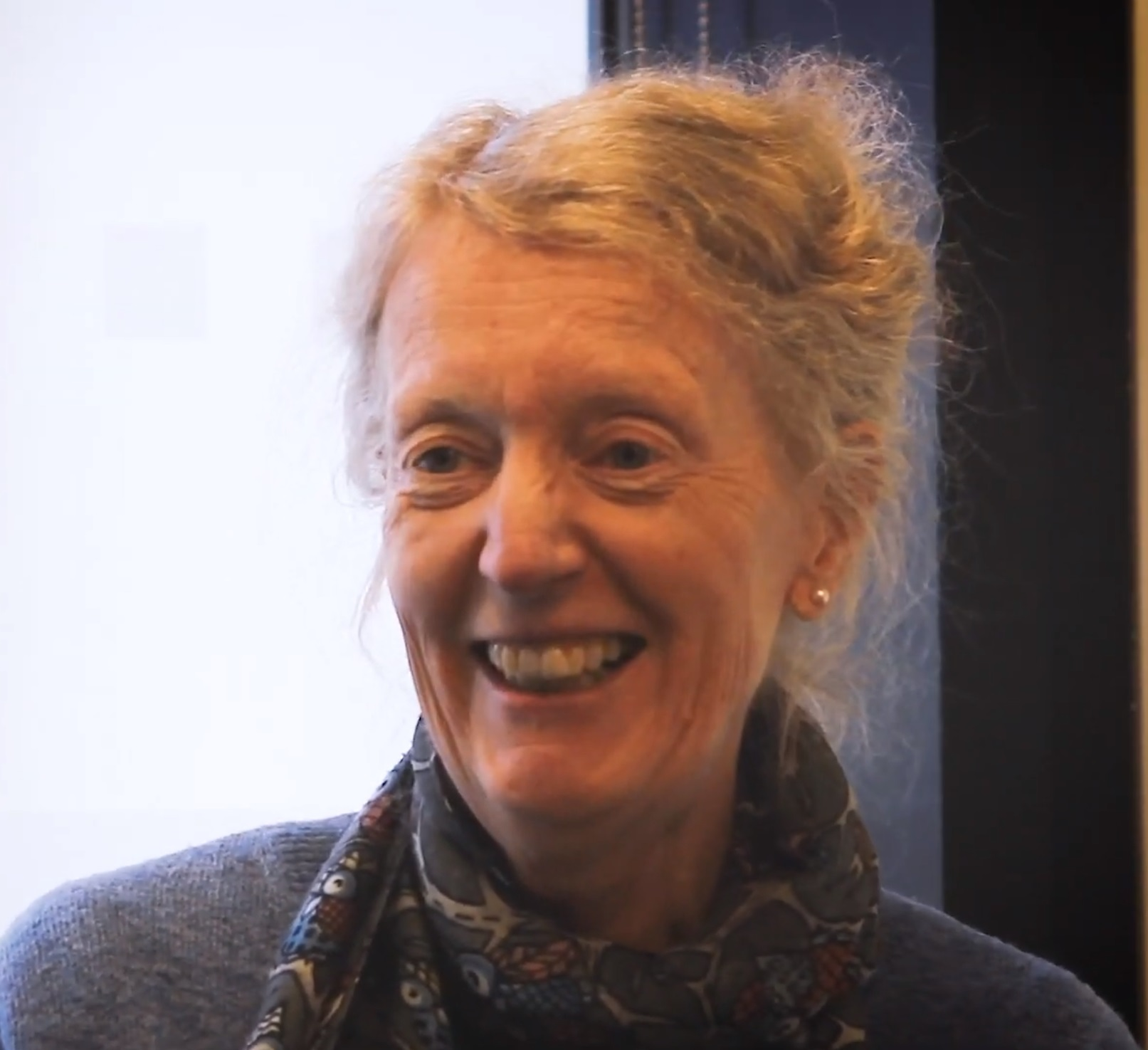
Joanna Haigh

Joanna Dorothy Haigh (geb. 7. Mai 1954 in London) ist eine britische Meteorologin und Klimawissenschaftlerin.

## Leben
Haigh wurde bereits früh auf den Klimawandel aufmerksam: „Wir waren uns dessen bereits Ende der 1970er-Jahre bewusst. Über den Treibhauseffekt wurde viel geredet“, so Haigh. Sie war von 2014 bis zu ihrer Pensionierung im Jahr 2019 eine der Leiterinnen des Grantham Institute am Imperial College; in dieser Zeit leitete sie die Abteilung für Physik. Sie war Präsidentin der Royal Meteorological Society.

## Wirken
Haighs wissenschaftliche Interessen umfassen den Strahlungstransport in der Atmosphäre, die Klimamodellierung, den Strahlungsantrieb des Klimawandels und den Einfluss der Variabilität der Sonneneinstrahlung auf das Klima. Sie ist eine der Verfasserinnen des Dritten Sachstandsberichts des Weltklimarates (IPCC). Sie hat zahlreiche Beiträge in die wissenschaftliche Literatur eingebracht und zudem an zahlreichen Beiträgen in den schreibenden und sendenden Medien mitgewirkt.
Haigh nimmt an der öffentlichen Debatte zur Klimakrise teil. Mit Blick auf die anstehenden Auswirkungen im Jahr 2050 sagte sie einmal: „Das ist doch beängstigend, oder? Das ist etwas beängstigend, wenn man an die Überflutung der Küste und die Millionen von Menschen denkt, die an der Küste leben.“
Für ihre Arbeit wurde sie wiederholt ausgezeichnet.

## Veröffentlichungen (Auswahl)
- Ball, W.T., Haigh, J.D., Rozanov, E.V. et al. (2016). High solar cycle spectral variations inconsistent with stratospheric ozone observations. Nature Geoscience, 9(3), 206–209. doi:10.1038/ngeo2640
- Haigh, J.D. & Cargill, P. (2015). The Sun’s Influence on Climate, ISBN 9780691153841
- Haigh, J.D., Winning, A.R., Toumi, R., & Harder, J.W. (2010). An influence of solar spectral variations on radiative forcing of climate. Nature, 467(7316), 696–699. doi:10.1038/nature09426